# ノードラー商会

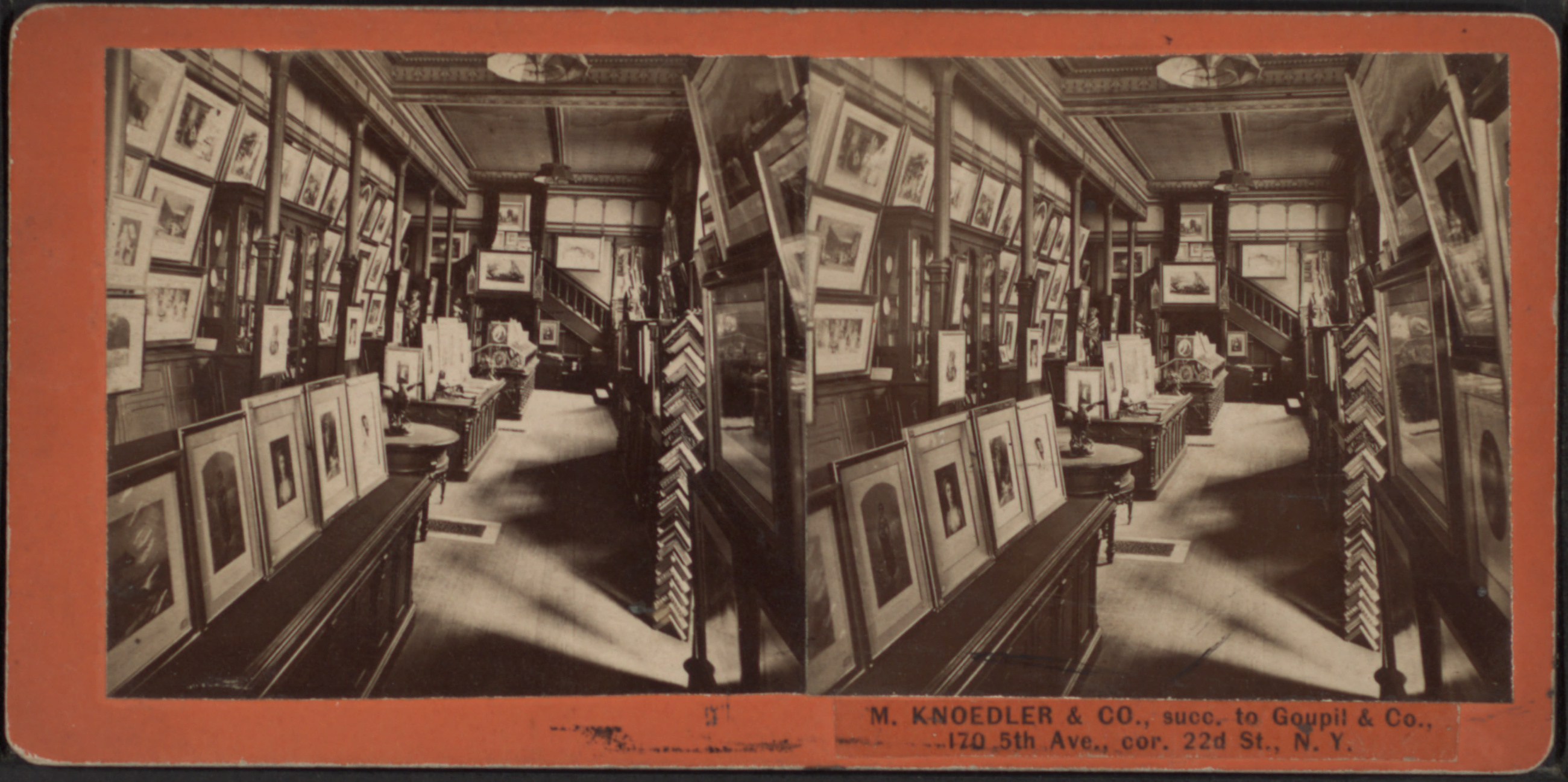
ノードラー商会内部のステレオ写真、 c.1860-80

M ノードラー商会 (M Knoedler & Co) は1846年に米国ニューヨークシティに創立された美術品ディーラー（画廊）。2011年、詐欺事件の公判中に閉店した。165年の歴史を持つアメリカ合衆国内で最も歴史のある画廊の一つだった。

## 歴史
ノードラー商会の起源は、1846年にフランスの画商であるグーピル商会 (Goupil & Cie) がニューヨークに出店したことにはじまる。ドイツのバーデン＝ヴュルテンベルク州ガイルドルフの在の出であるマイケル（ミヒャエル）・ノードラーは1844年にパリのグーピル商会に入社し、1852年にはニューヨーク店の責任者となった。1857年にはグーピルの米国における権利を買い取り独立し、その後3人の息子（ローランド、エドモンド、チャールズ）もこのビジネスに参画した。1878年にマイケルが死んだ後はローランドがビジネスを仕切った。
ノードラーは画商であるチャールズ・カーステアズとともにピッツバーグ（1897年）、ロンドン（1908年）、パリ（1895年）にも出店した。当時のカーステアズはオールドマスター絵画の画商としては第一人者であり高い知名度と評判を得ており、コリス・ポッター・ハンチントン、コーネリアス・バンダービルト、ヘンリー・ハベマイヤー、ウィリアム・ロックフェラー、ウォルター・P・クライスラーJr、ジョン・ジェイコブ・アスター、アンドリュー・メロン、J.P. モルガン、ヘンリー・クレイ・フリックといった個人に加えて、メトロポリタン美術館、ルーブル美術館、テート・ギャラリーなどの美術館とも多くの取引があった。このようにしてノードラーは米国内の英国美術マーケットを独占する画商のエリートグループの一角に名を連ねた。ノードラーはロンドンの画廊であるコルナギ (Colnaghi) と提携し、コルナギが欧州の優れた絵画を見つけてこれを米国の金持ちコレクターに販売することで大きな利益を得た。ノードラーとコルナギは、ベルリンのマシーセン画廊 (Matthiesen) とともに1920年代から1930年代にかけて、エルミタージュ美術館にあった帝政ロシア時代のコレクションをソ連政府が秘密裏に販売した事件にも強く関与した。
ローランド・ノードラーが1928年に引退した後、会社の経営は甥のチャールズ・ヘンシェル (Charles Henschel) とカルメン・メズモア (Carmen Mesmore)、チャールズ・カーステアズとその息子のカロール・カーステアズが引き継いだ。さらに1956年にヘンシェルが死ぬと、E. コー・カー (E. Coe Ker) とローランド・ベイリー（マイケル・ノードラーの孫）が引き継いだ。1971年には事業家でコレクターでもあるアーマンド・ハマーが250万ドルで買収した。5年後、ノードラー家の最後のメンバーであるローランド・ベイリーが会社の経営から退いた。1970年後半以降は主として現代美術を扱うようになった。1990年にハマーが死に、2011年に閉店するまでハマー財団が経営権を握っており、マイケル・アーマンド・ハマー（アーマンド・ハマーの孫）がチェアマンを務めた。

## 店舗
画廊はブロードウェイを皮切りに何度も引っ越しをした。1890年代までは34丁目付近の5番街のテラスハウス事務所を構えていたが、1911年にカレール&ヘイスティングズが設計した5番街556の新しいビルに引っ越し、さらに1925年にはマジソン街近くの東57丁目にある、やはりカレール&ヘイスティングズ設計のビルに引っ越した。1970年には東70丁目19のルネッサンススタイルのタウンハウスの改装にもかなりの金をかけて引っ越した。
ノードラーは1996年に150周年を記念した回顧展を開催した。そこでは例えばジョン・シングルトン・コプリー (John Singleton Copley) の『ワトソンとサメ (Watson and the Shark)』、トーマス・イーキンス (Thomas Eakins) の『音楽 (Music)』、エドゥアール・マネの『プラム (The Plum)』といった名作をコーコラン美術館、メトロポリタン美術館、ナショナル・ギャラリーを含む15の美術館から貸し出しを受けて展示するという、商業画廊として画期的な催しだった。
2011年に東70丁目のビルを3,100万ドルで売却した。2012年には在庫していた美術品類の一部をオークションで売却した。

## ナチの略奪美術品とその返還
ナチが戦争中に略奪した絵画に関する何件かの訴訟にもノードラーは関与している。1941年にローゼンベルク家からナチが略奪したマティスの絵画はノードラーが1954年に入手し、最終的には1996年になりブローデル夫妻によりシアトル美術館に寄付された。ゲシュタポが1944年に強奪したエルグレコの『紳士の肖像画』作品も含まれる。エルグレコの絵画は展示会カタログによればニューヨークのノードラーがヴェニスの画商フレデリック・モントから買い入れたと説明されているが、欧州略奪美術品委員会 (Commission for Looted Art in Europe, CLAE) 共同代表者のアン・ウェバーによると、このモントはゲシュタポと一緒に暗躍していたという。いずれの絵画も訴訟提起された後に本来の持ち主に返還された。

## 贋作スキャンダルと閉店
画廊の代表であったアン・フリードマン は2009年10月、ロングアイランドの画商であるグラフィラ・ロザレス (Glafira Rosales) が絵画の贋作をノードラーに供給しているといううわさが広まった真っ最中に退任した。
その後に判明したところによると、アン・フリードマンが経営していた期間中の1994年から2011年にかけて、画廊はロバート・マザウェル、ジャクソン・ポロック、マーク・ロスコなどといった画家の贋作を販売していた。フリードマンはこれらの贋作をロザレスから買い取っていたが、ロザレスはペイ＝シェン・キアン (Pei-Shen Quian) なる人物に製作させていた。キアンはニューヨークのクイーンズにあるガレージで紅茶や電気掃除機の中の埃を使って旧く見せかける手法で贋作を製作し、1作あたり9,000ドル以下でロザレスに引き渡し、ロザレスはこれを数百万ドルでノードラーに販売していた。
2011年11月28日にノードラーは、「ビジネス上の理由により永久に閉店する。これは贋作販売にまつわる裁判とは無関係である」と声明発表した。
2012年までに、FBI は調査結果として、グラフィラ・ロザレスはノードラーに「最低でも2ダースの絵画」を供給したとしている。ロザレスは当初、誰もだましていないと言い張った。だが2013年になって60以上の贋作をニューヨークの二つの画廊に販売し、さらにマネーロンダリングや脱税行為をも行っていたことを認めた。スペイン人の画商ホセ・カルロス・ディアス（ロザレスの恋人）とその兄弟ヘズス・アンヘル・ディアスも米国連邦地裁に詐欺容疑で起訴された。ディアス兄弟はスペイン国内で逮捕され、2014年に保釈された。2016年、スペインの裁判所はヘズスを米国に引き渡すことを決定した。だが同じ年の末、ヘズスの兄であるホセは健康上の理由により米国に引き渡すことはできないと再決定した。
偽造を行ったペイ＝シェン・キアンは起訴されたが中国に逃亡した。

## 訴訟
2003年、ゴールドマンサックスの重役ジャック・レビーは題名のないジャクソン・ポロックの絵画を2百万ドルで購入したが、国際美術研究財団 (International Foundation for Art Research, IFAR) にこの作品の鑑定作業を辞退されるに至り、支払った金銭の返還を要求し返金を受けた。
同じく2003年にスプリングフィールド図書館博物館協会は、ヤコポ・ダ・ポンテ（イル・バッサーノ）作の300万ドルの絵画「春の種まき」を失ったとしてノードラーを訴えた。この絵画は購入後に戦争時略奪品であったことが証明されたため、スプリングフィールドはイタリアに返還する義務を生じ、実際に返還が行われたが、ノードラーは販売時にすでに略奪品であることを知っていたとされた。
画廊が2011年11月に閉店する前日、ベルギー人ヘッジファンドマネージャのピエール・ラグランジェが自身の購入したジャクソン・ポロックの絵画（無題1950）について訴えを起こした。ラグランジェはこの絵を2007年に1,700万ドルで購入したが、その際にポロックのカタログレゾネの補追版が近々発刊になる予定であり、当該絵画はそれに収載されると言われたと主張した。しかし実際にはそのような追補版発行予定はなく、また、試験を行ったところ、使用されている絵具からポロックの死後でなければ入手できない成分が見つかった。2012年に示談が成立した。
2012年、ドメニコ・デ・ソルとその妻エラノアは、2004年に「無題1956年」と称するマーク・ロスコの絵画を830万ドルで購入したが、これが偽物だったとしてノードラー商会とアン・フリードマンの両方を被告として訴えた。ソルはアン・フリードマン個人とは2015年2月7日に示談したが、ノードラー商会とは裁判中である。
ウォールストリートの重役であるジョン・D・ハワードは2012年、ノードラーと前重役のアン・フリードマンを、2007年に4百万ドルで購入したウィレム・デ・クーニングの絵画が偽物だったとして訴えた。2015年12月に和解した。

## 古文書類
2012年、ゲティ研究所はノードラーの1850年から1971年までの古文書を買い取ったと発表した。ゲティはこれの一部をディジタル化しオンラインで閲覧できるようにした。タイトルを含む参照専用ライブラリは同年1月に分離して買収済であり、アーマンド・ハマーに買収されるまでの期間の画廊の運営に関する完全な文書資料となっており、商売の記録、顧客や芸術家、およびノードラーのスタッフとの遣り取りや顧客のカードファイルと作品、写真、印刷物、珍しい書籍類、18世紀の販売用カタログ、画廊の設置計画などを含んでいる。